# Ulica Icchoka Malmeda w Białymstoku
Ulica Icchoka Malmeda – reprezentacyjna ulica, znajdująca się w centrum Białegostoku. Biegnie od skrzyżowania, z ulicami Lipową i Władysława Liniarskiego, do alei Józefa Piłsudskiego.

## Nazwa
Ulica na przestrzeni lat miała różne nazwy: Kupiecka (do 1940), Proletariacka (okupacja radziecka), Markgrafen (okupacja niemiecka), Kupiecka (1945-1946), Icchoka Malmeda (od 1946).
Obecna nazwa została nadana przez Miejską Radę Narodową dla uhonorowania Icchoka Malmeda, bohatera i bojownika getta białostockiego.

## Historia
Najstarsza wzmianka o ulicy (wtedy Kupieckiej) pochodzi z dokumentu notarialnego z 1866 roku.
W czasie II wojny światowej, po zajęciu Białegostoku przez Niemcy w trakcie agresji na ZSRR w 1941, niemieckie władze okupacyjne utworzyły getto dla 40 tysięcy Żydów z miasta i okolic. Przemianowana na Markgrafen ulica, znalazła się za jego murami. Od strony skrzyżowania z ulicą Lipową powstała brama getta (obecne miejsce oznaczone płytą), a, kilkanaście metrów dalej, powstał Judenrat, przedwojenny adres - Kupiecka 28 (obecnie Malmeda 10). 

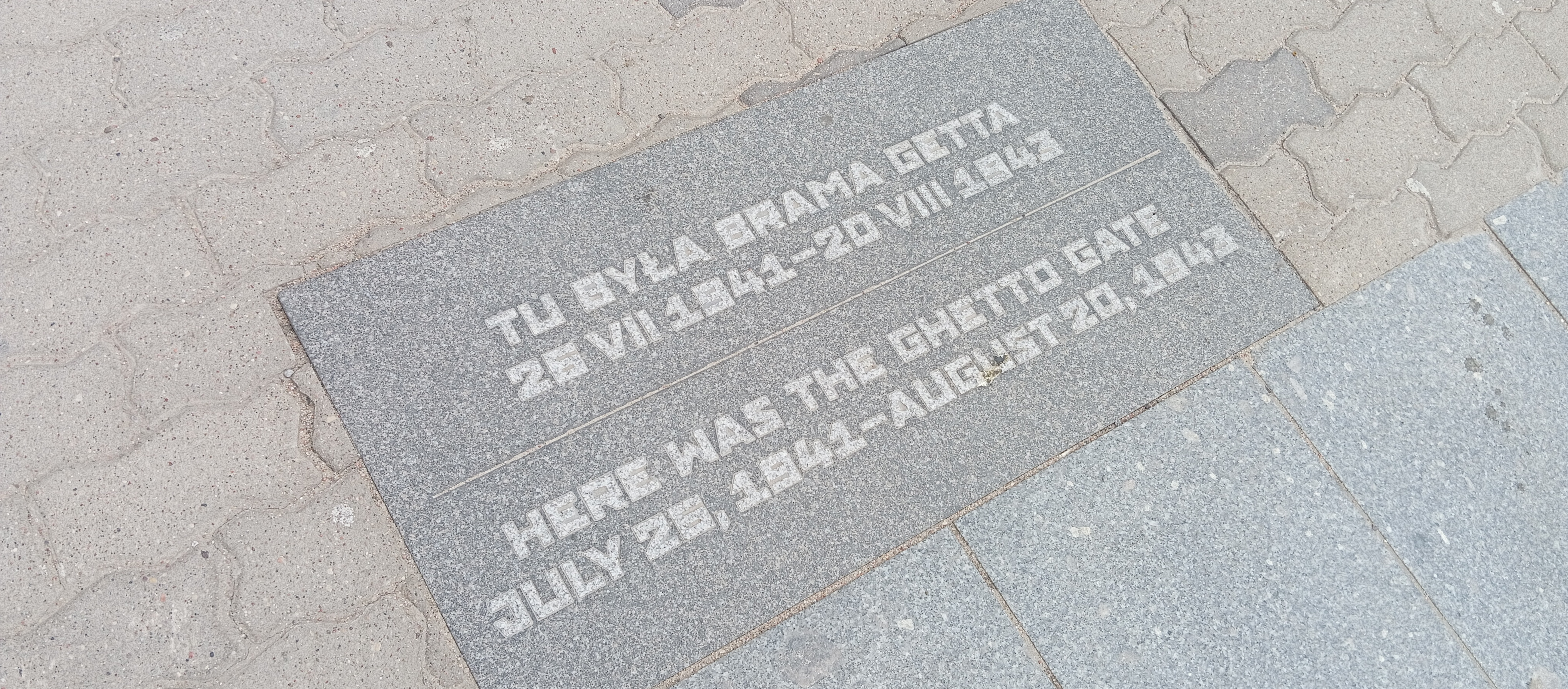
Miejsce bramy getta przy skrzyżowaniu z ul. Lipową

Przed nim istniał placyk, gdzie okupanci dokonywali publicznych egzekucji na Żydach. To na nim 8 lutego 1943 roku, powieszono Icchoka Malmeda, który wcześniej zaatakował żołnierza SS w trakcie łapanki, a potem oddał się w ręce Niemców.
Po II wojnie światowej, w uznaniu za heroiczność i męstwo I. Malmeda, ulica Kupiecka została nazwa jego imieniem, uchwała Miejskiej Rady Narodowej z 28 lutego 1946 roku.

## Otoczenie
Przy ulicy znajdują się kamienice, lokale usługowe i obiekty takie jak:
- Skwer Pawła B. Adamowicza (nazwa nadana w 2019)[6]
- Tablica pamiątkowa w językach polskim i hebrajskim na kamienicy przy ul. Malmeda 10